# J.League Cup 1992
Der J.League Cup 1992, offiziell aufgrund eines Sponsorenvertrages mit dem Gebäckhersteller Yamazaki Nabisco nach einer Marke desselben 1992 J.League Yamazaki Nabisco Cup genannt, war die erste Ausgabe des J.League Cup, des höchsten Fußball-Ligapokal-Wettbewerbs in Japan.

## Spieler
| Verein               | Spieler |
| -------------------- | --- |
| Kashima Antlers      | Zico (10/6), Milton (9/2), Makoto Sugiyama (9/0), Santos (10/3), Shunzō Ōno (6/0), Masatada Ishii (6/0), Kenji Ōba (10/1), Naruyuki Naitō (6/0), Hisashi Kurosaki (8/4), Osamu Chiba (5/0), Masaaki Furukawa (5/0), Eiji Gaya (5/0), Yoshiyuki Hasegawa (9/7), Yasuto Honda (10/0), Yasuhiro Yoshida (6/1), Satoshi Koga (5/0), Kazuhisa Irii (6/1)                                                                 |
| Urawa Reds           | Kazuo Ozaki (4/1), Katsuyoshi Shintō (1/0), Shinji Tanaka (9/0), Escudero (7/0), Kōichi Hashiratani (8/6), Atsushi Natori (9/0), Satoru Mochizuki (9/1), Osamu Hirose (7/0), Tadashi Sasaki (1/0), Trivisonno (9/0), Masahiro Fukuda (9/4), Hisashi Tsuchida (9/0), Takeshi Motoyoshi (5/0), Takafumi Hori (7/2), Yukinori Muramatsu (8/0), Uehara (8/1), Eiji Satō (2/0), Kōichi Nakazato (1/0)                    |
| JEF United Ichihara  | Yoshio Katō (4/0), Masaaki Kanno (7/0), Masanao Sasaki (6/1), Michel Miyazawa (9/0), Pavel (9/3), Yoshikazu Gotō (9/0), Tōru Yoshida (7/0), Franta (9/1), Kenji Yamamoto (1/0), Kazuya Igarashi (2/0), Kazuo Echigo (9/2), Yūji Sakakura (9/0), Atsuhiko Ejiri (9/0), Keisuke Makino (5/1), Ken’ichi Shimokawa (5/0), Sandro (8/0), Eisuke Nakanishi (7/0)                                                          |
| Verdy Kawasaki       | Hisashi Katō (9/1), Ruy Ramos (8/1), Pereira (11/1), Tetsuya Totsuka (10/0), Satoshi Tsunami (11/1), Takayuki Fujikawa (2/0), Davi (8/0), Ferreira (1/0), Tetsuji Hashiratani (11/0), Masahiro Sukigara (1/0), Kazuyoshi Miura (10/10), Shinkichi Kikuchi (9/0), Nobuhiro Takeda (11/4), Tsuyoshi Kitazawa (11/1), Shirō Kikuhara (8/1), Kō Ishikawa (8/0), Hideki Nagai (3/0), Paulinho (2/0), Yoshinori Abe (4/0) |
| Yokohama Marinos     | Renato (6/1), Kazushi Kimura (9/0), Everton (9/7), Takashi Mizunuma (3/0), Toshinobu Katsuya (6/0), Shigetatsu Matsunaga (9/0), Hiroshi Hirakawa (9/1), Masami Ihara (8/0), Junji Koizumi (9/0), Rikizō Matsuhashi (6/0), Satoru Noda (9/0), Norio Omura (1/1), Takuya Jinno (9/3), Kunio Nagayama (5/0), Takahiro Yamada (9/1)                                                                                     |
| Yokohama Flügels     | Chelona (4/0), Yasuharu Sorimachi (5/0), Hitoshi Tomishima (9/2), Ryūji Ishizue (5/0), Musashi Mizushima (1/0), Naoto Hori (5/0), Osamu Maeda (9/3), Alfred (8/1), Atsuhiro Iwai (9/0), Shun’ichi Ikenoue (9/2), Gliha (2/1), Naoto Ōtake (8/1), Motohiro Yamaguchi (6/0), Masahiko Nakagawa (4/0), Jun Naitō (7/0), Norihiro Satsukawa (1/0), Manabu Umezawa (8/0), Masaaki Takada (9/0), Takashi Uemura (6/0)     |
| Shimizu S-Pulse      | Mirandinha (8/2), Marco Antonio (11/1), Toninho (11/3), Katsumi Ōenoki (9/4), Yasutoshi Miura (11/0), Takumi Horiike (11/1), Kenta Hasegawa (10/2), Tatsuru Mukōjima (11/2), Yasuhiro Yamada (2/0), Masanori Sanada (11/0), Santos (1/0), Naoki Naitō (7/1), Fumiaki Aoshima (4/0), Hiroaki Hiraoka (10/0), Masaaki Sawanobori (10/1), Takamitsu Ōta (1/0), Noriaki Asakura (7/0)                                   |
| Nagoya Grampus Eight | Dido Havenaar (10/0), Jorgenyo (8/1), Shigeo Sawairi (10/2), Hisataka Fujikawa (10/0), Shigemitsu Egawa (3/0), Tetsuya Asano (2/1), Garca (9/0), Michihiro Tsuruta (3/0), Toshiyuki Kosugi (7/0), Yasuyuki Moriyama (4/0), Tetsuo Nakanishi (10/0), Tarō Gotō (7/1), Kazuhisa Iijima (1/0), Seiichi Ogawa (10/0), Makoto Yonekura (10/0), Masashi Shimamura (8/3), Otohiko Kiyono (4/0), Takafumi Ogura (10/5)      |
| Gamba Osaka          | Tomoyuki Kajino (3/1), Muller (8/3), Katsuhiro Kusaki (6/1), Tomoo Kudaka (5/0), Katsushi Kajii (1/0), Yūji Keigoshi (7/0), Jia Xiuquan (7/0), Akihiro Nagashima (9/5), Kenji Honnami (2/0), Masahiro Wada (9/0), Naohiko Minobe (2/1), Tōru Morikawa (8/0), Hiroki Azuma (9/0), Yoshiyuki Matsuyama (7/2), Lange (9/0), Kazuaki Koezuka (6/0), Hiromitsu Isogai (8/0), Kōji Kondō (9/0)                            |
| Sanfrecce Hiroshima  | Shin’ichirō Takahashi (3/0), Hiroshi Matsuda (3/0), Yahiro Kazama (6/0), Bielik (6/1), Cerny (8/2), Nobuhiro Ueno (8/0), Yasutaka Yoshida (3/0), Takumi Shima (8/1), Yoshirō Moriyama (6/0), Takuya Takagi (7/4), Akinobu Yokouchi (4/0), Daniel (6/1), Kazuya Maekawa (2/0), Hajime Moriyasu (8/1), Kazumasa Kawano (8/0), Tomohiro Katanosaka (9/0), Tetsuya Tanaka (9/3), Masato Fue (4/1), Ryūji Michiki (5/0)  |

## Ergebnisse

### Gruppenphase
| Pl. | Verein               | Sp. | S | N | Tore  | Diff. | Punkte |
| --- | -------------------- | --- | - | - | ----- | ----- | ------ |
| 01  | Verdy Kawasaki       | 9   | 6 | 3 | 18:11 | +07   | 29     |
| 02  | Shimizu S-Pulse      | 9   | 5 | 4 | 16:12 | +04   | 27     |
| 03  | Nagoya Grampus Eight | 9   | 6 | 3 | 14:10 | +04   | 27     |
| 04  | Kashima Antlers      | 9   | 4 | 5 | 25:20 | +05   | 25     |
| 05  | Urawa Reds           | 9   | 5 | 4 | 15:16 | −01   | 25     |
| 06  | JEF United Ichihara  | 9   | 5 | 4 | 8:7   | +01   | 22     |
| 07  | Yokohama Marinos     | 9   | 5 | 4 | 14:14 | ±0    | 22     |
| 08  | Gamba Osaka          | 9   | 4 | 5 | 13:18 | −05   | 21     |
| 09  | Sanfrecce Hiroshima  | 9   | 3 | 6 | 15:18 | −03   | 18     |
| 10  | Yokohama Flügels     | 9   | 2 | 7 | 10:22 | −12   | 10     |

### Finalrunde

#### Halbfinale
|                 | Ergebnis |                      |
| --------------- | -------- | -------------------- |
| Verdy Kawasaki  | 1:0      | Kashima Antlers      |
| Shimizu S-Pulse | 1:0      | Nagoya Grampus Eight |

#### Finale
|                | Ergebnis |                 |
| -------------- | -------- | --------------- |
| Verdy Kawasaki | 1:0      | Shimizu S-Pulse |